# あいみょんのオールナイトニッポンGOLD
『あいみょんのオールナイトニッポンGOLD』（あいみょんのオールナイトニッポンゴールド）は、ニッポン放送で2023年4月7日から放送されているラジオの生ワイド番組。

## 概要
2023年3月16日に行われた「ニッポン放送『オールナイトニッポン』2023年度ラインナップ発表記者会見」にて、新年度からオールナイトニッポンGOLDの月イチパーソナリティを担当することが発表された。あいみょんはレギュラーパーソナリティ就任前の2020年7月24日（23日深夜）と2022年8月19日（18日深夜）に1部のゲストパーソナリティを担当している。
オールナイトニッポンプロデューサーの冨山雄一は起用理由について「トークや楽曲を幅広い年代に愛されている」点を挙げた上で、「年代の幅が広い『オールナイトニッポンGOLD』の時間帯にふさわしいと思った」と説明している。

## パーソナリティ
- あいみょん（シンガーソングライター）

## ゲスト
- 2023年9月1日 - ロングコートダディ
- 2024年2月2日 - おいでやす小田・ロングコートダディ
- 2025年2月7日 - 紅しょうが

## スタッフ
- ディレクター：金子司